# Tuskaloosa

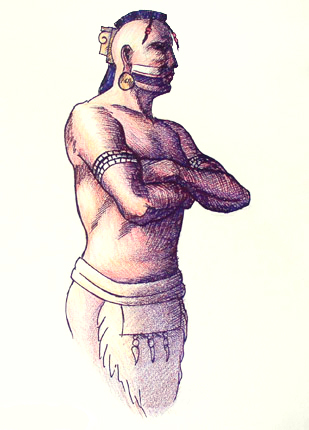
Cacique (leider) Tuskaloosa, illustratie van H. Roe

Tuskaloosa (gestorven te Mabila in 1540) was een cacique (leider), zelfs paramount chief, van een Mississippi chiefdom in wat tegenwoordig de staat Alabama is in de Verenigde Staten. Zijn stamleden waren mogelijk de voorouders van de verschillende zuidelijke indiaanse confederaties (de Choctaw en Creek), die later in het gebied verschenen. De moderne stad Tuscaloosa, Alabama, is naar hem vernoemd.
Tuskaloosa is bekend als leider van de Slag van Mabila bij zijn versterkte dorp tegen de Spaanse conquistador Hernando de Soto. Na te zijn gegijzeld toen ze door zijn gebied trokken, organiseerde Tuskaloosa een verrassingsaanval op zijn gijzelnemers in Mabila, maar werd uiteindelijk overwonnen.

## Naam
Zijn naam, afgeleid van de elementen uit de westerse Muskogitalen, taska en losa, betekent Black Warrior (Zwarte Krijger).

## Beschrijving
Eigentijdse verslagen beschrijven de paramount chief als erg lang en goedgebouwd, sommige kroniekschrijvers meldden dat Tuskaloosa anderhalve foot (46 cm) langer was dan de Spanjaarden. 
'Tuskaloosa's verschijning was vol waardigheid, hij was lang, gespierd, slank, en symmetrisch gebouwd. Hij was de suzerein van veel gebieden en van veel volkeren, evenveel gevreesd door zijn vazallen als door buurlanden.' (Edelman van Elvas - Verhalen van de loopbaan van Hernando de Soto tijdens de verovering van Florida, 1557)
Zijn fysieke maten 'waren als die van zijn zoon, want beiden waren meer dan een halve yard langer dan alle anderen. Hij leek een reus te zijn, of beter was er een, en zijn ledematen en gezicht waren in proportie met de lengte van zijn lichaam. Zijn uitstraling was knap, en hij had een gestrenge blik, maar een blik die goed zijn woestheid en grootse geest weergaf. Zijn schouders verhielden zich tot zijn lengte, en zijn middel mat iets meer dan twee derde van een yard (61 cm). Zijn armen en benen waren recht en goed gevormd en waren in de juiste proportie tot de rest van zijn lichaam. Samenvattend was hij de langste en knapst gevormde indiaan die de Castilianen tijdens al hun reizen zagen.' (Garcilaso de la Vega, die De Soto vergezelde, La Florida del Inca)